# Helma Orosz
Helma Ulrike Orosz (ur. 11 maja 1953 w Görlitz) – niemiecka samorządowiec związana z CDU, minister ds. społecznych w rządzie Saksonii (2003–2008), od listopada 2008 nadburmistrz Drezna.

## Życiorys
W młodości uczyła się w szkołach technicznej oraz medycznej w Görlitz. Tę ostatnią ukończyła w 1972, po czym pracowała jako wychowawczyni w żłobku oraz wicedyrektorka i dyrektorka żłobka w Weißwasser na Łużycach. Od 1990 zatrudniona w administracji lokalnej w powiatach Weißwasser oraz Niederschlesischer Oberlausitzkreis w wydziałach zdrowotnym i socjalnym. W 1998 podjęła studia z dziedziny zarządzania w Saksońskiej Akademii Gospodarki i Administracji w Budziszynie (niem. Sächsische Verwaltungs- und Wirtschafts-Akademie in Bautzen), które ukończyła w 2001.
W działalność polityczną zaangażowała się w 2000, przystępując do CDU. Rok później została wybrana burmistrzem Weißwasser. Od 2003 do 2008 pełniła obowiązki minister ds. społecznych w gabinetach Georga Milbradta oraz rządzie Stanislawa Tilicha. W latach 2004–2008 sprawowała mandat posłanki do Landtagu w Dreźnie z ramienia CDU jako reprezentantka okręgu dolnośląsko-gónołużyckiego (niem. Niederschlesische Oberlausitz 1).
10 listopada 2007 została wybrana kandydatką na nadburmistrza Drezna, otrzymując 97,8% głosów na zjeździe powiatowym CDU w Dreźnie. W I turze wyborów 8 czerwca 2008 poparło ją 47,61% mieszkańców, w II turze 22 czerwca pokonała kandydata Die Linke Klausa Sühla stosunkiem głosów 64 do 31. W sierpniu 2008 została wyznaczona p.o. burmistrza miasta przez Radę Miejską po tym jak do Sądu Administracyjnego w Dreźnie wpłynęły dwie skargi wyborcze, które jednak ostatecznie odrzucono. 20 listopada 2008 objęła stanowisko nadburmistrza stolicy Saksonii, zastępując na tej funkcji burmistrza Ingolfa Roßberga – zawieszonego w 2006 wspólnego kandydata SPD, FDP, Zielonych i PDS na ten urząd, b. członka FDP. Jako burmistrz opowiada się za kontrowersyjnym planem budowy mostu (tzw. Waldschlößchenbrücke) na terenie objętym ochroną UNESCO.
W 2017 otrzymała Order Zasługi Wolnego Kraju Saksonii.
Mieszka na stałe w Dreźnie, jest rozwiedziona, ma córkę i dwoje wnuków.